# Привозна вулиця (Одеса, Приморський район)
Привозна вулиця — вулиця в історичному центрі Одеси, від вулиці Європейської до Преображенської вулиці.

## Історія
Виникла у першій половині XIX століття як проїзд ринковою площею Привоз паралельно Пантелеймонівській вулиці після зведення нових м'ясних рядів при облаштуванні ринку. Спочатку товар продавали прямо по привозу (звідси і назва). М'ясні ряди забудовувались з 1806 року, рибні — з 1818 р.